# Braveheart (colonna sonora)
Braveheart - Original Motion Picture Soundtrack (1995) è la colonna sonora del film Braveheart - Cuore impavido diretto da Mel Gibson, composta da James Horner ed eseguita assieme alla London Symphony Orchestra.

## Tracce
1. Main Title - 2:51
2. A Gift of a Thistle - 1:38
3. Wallace Courts Murron - 4:25
4. The Secret Wedding - 6:33
5. Attack on Murron - 3:00
6. Revenge - 6:24
7. Murron's Burial - 2:14
8. Making Plans / Gathering the Clans - 1:52
9. "Sons of Scotland" - 6:20
10. The Battle of Stirling - 5:57
11. For the Love of a Princess - 4:07
12. Falkirk - 4:04
13. Betrayal & Desolation - 7:48
14. Mornay's Dream - 1:16
15. The Legend Spreads - 1:09
16. The Princess Pleads for Wallace's Life - 3:38
17. "Freedom" / The Execution Bannockburn - 7:24
18. End Credits - 7:15